# Krokodillentranen (Jommeke)
Krokodillentranen is het 247e stripverhaal van Jommeke. De reeks wordt getekend door striptekenaar Jef Nys. Het album verscheen op 2 september 2009.

## Personages
In dit verhaal spelen de volgende personages mee:
- Jommeke, Flip, Filiberke, Professor Gobelijn, Annemieke en Rozemieke,

## Verhaal
Annemieke en Rozemieke zijn samen met hun ouders op vakantie in Egypte. Rozemieke vindt het saai en zeurt de hele tijd, ze reist liever met Jommeke. Annemieke trekt zich er niet veel van aan; in haar dagboek, dat niemand mag lezen, schrijft ze haar geheimen. Tijdens een kamelentocht verliest Annemieke haar dagboek waardoor het in Egypte achterblijft.
Terug in België ontdekt ze dat haar dagboek weg is. Jommeke besluit om de volgende dag, samen met Filiberke, de Miekes en Flip het dagboek met de vliegende bol te gaan zoeken. Omdat deze stuk is, mogen ze de vliegende ton gebruiken. Een nieuwe functie aan de vliegende ton is, dat deze via een apparaatje op afstand kan bediend worden. Weldra zijn Jommeke en zijn vrienden in Egypte. Tijdens de speurtocht naar het dagboek, ontdekt Filiberke een poort tot een geheimzinnige grafkelder. Intussen heeft Rozemieke het dagboek reeds gevonden, Annemieke is blij. Later betreden ze de grafkelder en komen ze bij een geschilderde deur die de toegang vormt tot een geheime gang. Als de weg naar buiten versperd wordt door een brilslang, is de enige kans om te ontsnappen via de geheime gang. Als de deur dichtklapt, zitten ze opgesloten in een labyrint en komen ze in een indergrondse tempel. Hier ontdekt Filiberke prachtige gouden tranen, die toebehoren aan een groot krokodillenbeeld. Uitgedroogd en aan het einde van hun krachten, vindt Filiberke een uitgang. Jommeke gaat alleen verder, op zoek naar hulp. Hij krijgt hulp van een nijlpaard, die hem vervoert. Een vreemde man hoort Jommeke. Door diens goede zorgen komt Jommeke weer vlug op kracht. Zijn vrienden worden ook gered. De man heet Sjadoef, een onderzoeker naar oude beschavingen. Hij is al jaren op zoek naar de tempel van de krokodil. Men vond jaren geleden een stenen beeld van een krokodil, met drie gouden tranen. Omdat Filiberke de andere gouden tranen gevonden heeft, stelt de man voor om de tempel bloot te leggen, en de duizenden gouden krokodillentranen terug op het beeld te plaatsen.
De volgende dag blijkt, dat Jommeke en zijn vrienden besmet zijn geraakt door een eeuwenoud virus dat in de tempel opgesloten zat. Iedereen die in de tempel is geweest, is besmet geraakt en hun huid is helemaal wit geworden, zo wit als papier. Het blijkt het papyrusvirus te zijn. De vrienden gaan terug naar België, waar professor Gobelijn ervoor zorgt dat Jommeke en zijn vrienden vlug hun normale kleur terug krijgen. Intussen heeft Sjadoef een gemeen plannetje bedacht. Als de vrienden terugkeren naar Egypte, worden ze ervan beschuldigd de krokodillentranen gestolen te hebben. Jommeke kan hun onschuld bewijzen, want volgens Sjadoef is hij nog niet in de tempel geweest, maar hij heeft wel het papyrusvirus. Alles wordt vlug duidelijk. Sjadoef probeert nog te ontsnappen, maar tevergeefs. Tot slot worden Jommeke en zijn vrienden aanschouwd als ontdekkers van Krokodilopolis. Iedereen keert tevreden huiswaarts, met uitzondering van Sjadoef natuurlijk.

## Achtergronden bij het verhaal
- Bij aankoop van dit verhaal, kreeg je een gratis unieke deurposter erbij.